# Portia
Portia é um gênero de aranha saltadora (família Salticidae) que se alimenta de outras aranhas (ou seja, são araneofágicas ou aracnofágicas). Elas são notáveis por seu comportamento inteligente de caça, o que sugere que são capazes de aprender e resolver problemas, características normalmente atribuídas a animais muito maiores.

## Taxonomia e evolução
O gênero foi estabelecido em 1878 pelo aracnólogo alemão Ferdinand Karsch. A aranha saltadora Portia fimbriata [en] é a espécie-tipo.
A filogenia molecular, uma técnica que compara o DNA de organismos para construir a árvore da vida, indica que a Portia é membro de um clado basal (ou seja, bastante semelhante aos ancestrais de todas as aranhas saltadoras) e que os gêneros Spartaeus [en], Phaeacius e Holcolaetis [en] são seus parentes mais próximos.
Fred Wanless [en] dividiu o gênero Portia em dois grupos de espécies: o grupo schultzi, no qual os palpos dos machos têm uma apófise tibial fixa; e o grupo kenti, no qual a apófise de cada palpo nos machos tem uma articulação separada por uma membrana. O grupo schultzi inclui P. schultzi, P. africana, P. fimbriata e P. labiata.
Pelo menos algumas espécies de Portia estão em estado de isolamento reprodutivo: em um laboratório, o macho P. africana copulou com a fêmea P. labiata, mas nenhum ovo foi posto; em todos os casos, a fêmea P. labiata se contorceu e se lançou em uma tentativa de morder.
Alguns espécimes encontrados presos em âmbar do Oligoceno foram identificados como relacionados o gênero Portia.

## Distribuição e ecologia
As 17 espécies descritas são encontradas na África, Austrália, China, Madagascar, Malásia, Myanmar, Nepal, Índia, Filipinas, Sri Lanka, Taiwan e Vietnã.
As aranhas do gênero Portia são vulneráveis a predadores maiores, como aves e sapos, que uma aranha Portia muitas vezes não consegue identificar devido ao tamanho do predador. Alguns insetos atacam as aranhas, por exemplo, louva-a-deus, os insetos da família Reduviidae Nagusta sp. indet. e Scipinnia repax.

## Aparência
As aranhas Portia são relativamente pequenas. Por exemplo, as fêmeas adultas da Portia africana têm de 5 a 10 milímetros de comprimento corporal e os machos adultos têm de 5 a 7 milímetros de comprimento.

## Inteligência
As aranhas Portia costumam caçar de maneira inteligente. Todos os membros de Portia têm táticas de caça instintivas para suas presas mais comuns, mas podem improvisar por tentativa e erro contra presas desconhecidas ou em situações desconhecidas, e depois se lembrar da nova abordagem.
Eles exibem memória espacial [en] e permanência de objetos, e são capazes de experimentar um comportamento para obter feedback sobre o sucesso ou o fracasso, e podem planejar com antecedência (como parece ser o seu comportamento de desvio).
As espécies de Portia podem fazer desvios para encontrar o melhor ângulo de ataque contra uma presa perigosa, mesmo quando o melhor desvio tira a Portia do contato visual com a presa, e, às vezes, a rota planejada leva a uma "descida de rapel" por um fio de seda e a uma mordida na presa por trás. Esses desvios podem levar até uma hora, e uma aranha Portia geralmente escolhe a melhor rota, mesmo que precise passar por uma rota incorreta.
No entanto, elas parecem ser pensadoras relativamente lentas, como é de se esperar, já que resolvem problemas táticos usando cérebros muito menores do que os dos mamíferos predadores. A aranha Portia tem um cérebro significativamente menor do que o tamanho da cabeça de um alfinete, e provavelmente tem menos de 100.000 neurônios. Para comparação, o cérebro de um rato tem cerca de 70 milhões de neurônios e o cérebro humano tem 86 bilhões.
A aranha Portia consegue distinguir suas próprias teias das de outros animais, reconhecendo a si mesma dos outros, e também discrimina entre aranhas conhecidas e desconhecidas.

## Técnicas de caça
Suas presas favoritas parecem ser aranhas construtoras de teias entre 10% e 200% de seu próprio tamanho. A aranha Portia se parece com detritos de folhas presos em uma teia, e isso geralmente é suficiente para enganar as aranhas construtoras de teia, que têm visão ruim.
Ao perseguir as aranhas construtoras de teias, a Portia tenta fazer diferentes padrões de vibrações na teia que imitam agressivamente a luta de um inseto preso ou os sinais de cortejo de uma aranha macho, repetindo qualquer padrão que induza a presa pretendida a se mover em direção à Portia.  Observou-se que a Portia fimbriata apresentou comportamento vibratório por três dias até que a vítima decidisse investigar. Elas programam as invasões de teias para coincidir com brisas leves que desfocam as vibrações que sua aproximação causa na teia do alvo; e recuam se a vítima pretendida responder de forma beligerante. Outras aranhas saltadoras fazem desvios, mas a Portia é incomum em sua prontidão para usar desvios longos que interrompem o contato visual.

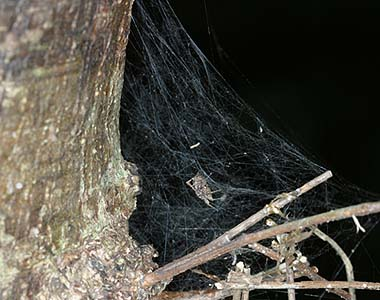
Fêmea de P. fimbriata em uma teia.

Estudos de laboratório mostram que a Portia aprende muito rapidamente a superar aranhas construtoras de teias que nem ela nem seus ancestrais teriam encontrado na natureza. O reconhecimento visual preciso da Portia de uma presa em potencial é uma parte importante de suas táticas de caça. Por exemplo, em uma parte das Filipinas, as aranhas Portia locais atacam pela retaguarda contra as perigosas aranhas da família Scytodidae, que por sua vez caçam aranhas saltadoras. Esse parece ser um comportamento instintivo, pois as Portia dessa espécie criadas em laboratório fazem isso na primeira vez que encontram uma aranha da família Scytodidae. Por outro lado, elas usam uma abordagem frontal contra aranhas da família Scytodidae que estejam carregando ovos. No entanto, experimentos que colocaram a Portia contra aranhas artificiais “convincentes” com padrões de comportamento arbitrários, mas consistentes, mostraram que as táticas instintivas da Portia são apenas pontos de partida para uma abordagem de tentativa e erro com a qual essas aranhas aprendem muito rapidamente.
Contra outras aranhas saltadoras, que também têm excelente visão, a Portia pode imitar fragmentos de detritos de folhas. Quando estão perto do alcance da picada, as Portia usam diferentes táticas de combate contra diferentes aranhas. Por outro lado, ao atacar uma presa desarmada, como moscas, eles simplesmente perseguem e correm, e também capturam a presa por meio de teias pegajosas.
A Portia também pode se basear em sinais de movimento para localizar a presa. Nessa estratégia específica, quando a presa em potencial sabe que foi vista e fica parada para evitar a detecção, ocorrem saltos não direcionados nas proximidades da presa. Como resultado, a presa reagirá a esse sinal visual, acreditando ter sido vista, proporcionando um movimento que permite que a Portia a veja e a ataque.
As aranhas Portia também podem se alimentar de cadáveres de artrópodes mortos que encontraram, e consumir néctar.

## Comportamento social
Membros da espécie Portia africana [en] foram observados vivendo juntos e compartilhando presas.
Se um macho maduro de Portia encontrar uma fêmea sub-madura, ele tentará coabitar com ela.
As fêmeas de P. labiata podem discriminar entre as teias de indivíduos familiares e não familiares da mesma espécie e entre suas próprias teias e as de indivíduos conspecíficos. A capacidade de reconhecer indivíduos é um pré-requisito necessário para o comportamento social.

## Visão
As espécies de Portia têm olhos complexos que suportam uma acuidade espacial excepcional. Elas têm oito olhos. Três pares de olhos posicionados ao longo das laterais do cefalotórax (chamados de olhos secundários) têm um campo de visão combinado de quase 360° e servem principalmente como detectores de movimento. Um par de olhos medianos anteriores voltados para a frente (chamados de olhos principais) são adaptados para visão de cores e alta acuidade espacial.

Diagrama dos campos visuais da aranha vistos de cima.

Os olhos principais focalizam com precisão um objeto a distâncias de aproximadamente 2 centímetros até o infinito, e, na prática, podem ver até cerca de 75 centímetros. Como todas as aranhas saltadoras, seus olhos principais podem captar apenas um pequeno campo visual de cada vez, já que a parte mais aguda de um olho principal pode ver todo um círculo de até 12 milímetros de largura a 20 centímetros de distância, ou até 18 milímetros de largura a 30 centímetros de distância. Os olhos principais das aranhas saltadoras podem ver do vermelho ao ultravioleta.
Os olhos secundários têm baixo poder de resolução espacial, mas um amplo campo de visão.
Os ângulos inter-receptores dos olhos da Portia podem ser tão pequenos quanto 2,4 minutos de arco, o que é apenas seis vezes pior do que em humanos e seis vezes melhor do que no olho de inseto mais agudo. Também é mais clara à luz do dia do que a visão de um gato.
A P. africana se baseia em características visuais de morfologia geral e cor (ou brilho relativo) ao identificar tipos de presas. A caça da P. schultzi é estimulada apenas pela visão, e a presa próxima, mas escondida, não causa nenhuma resposta. A P. fimbriata usa pistas visuais para distinguir membros da mesma espécie de outros membros da família Salticidae.
Cross e Jackson sugerem que a P. africana é capaz de girar mentalmente objetos visuais mantidos em sua memória de trabalho.
No entanto, a Portia leva um tempo relativamente longo para enxergar objetos, possivelmente porque obter uma boa imagem com olhos tão pequenos é um processo complexo e requer muita varredura. Isso torna a Portia vulnerável a predadores muito maiores, como aves, sapos e louva-a-deus, que a Portia muitas vezes não consegue identificar devido ao tamanho do predador.

## Movimento

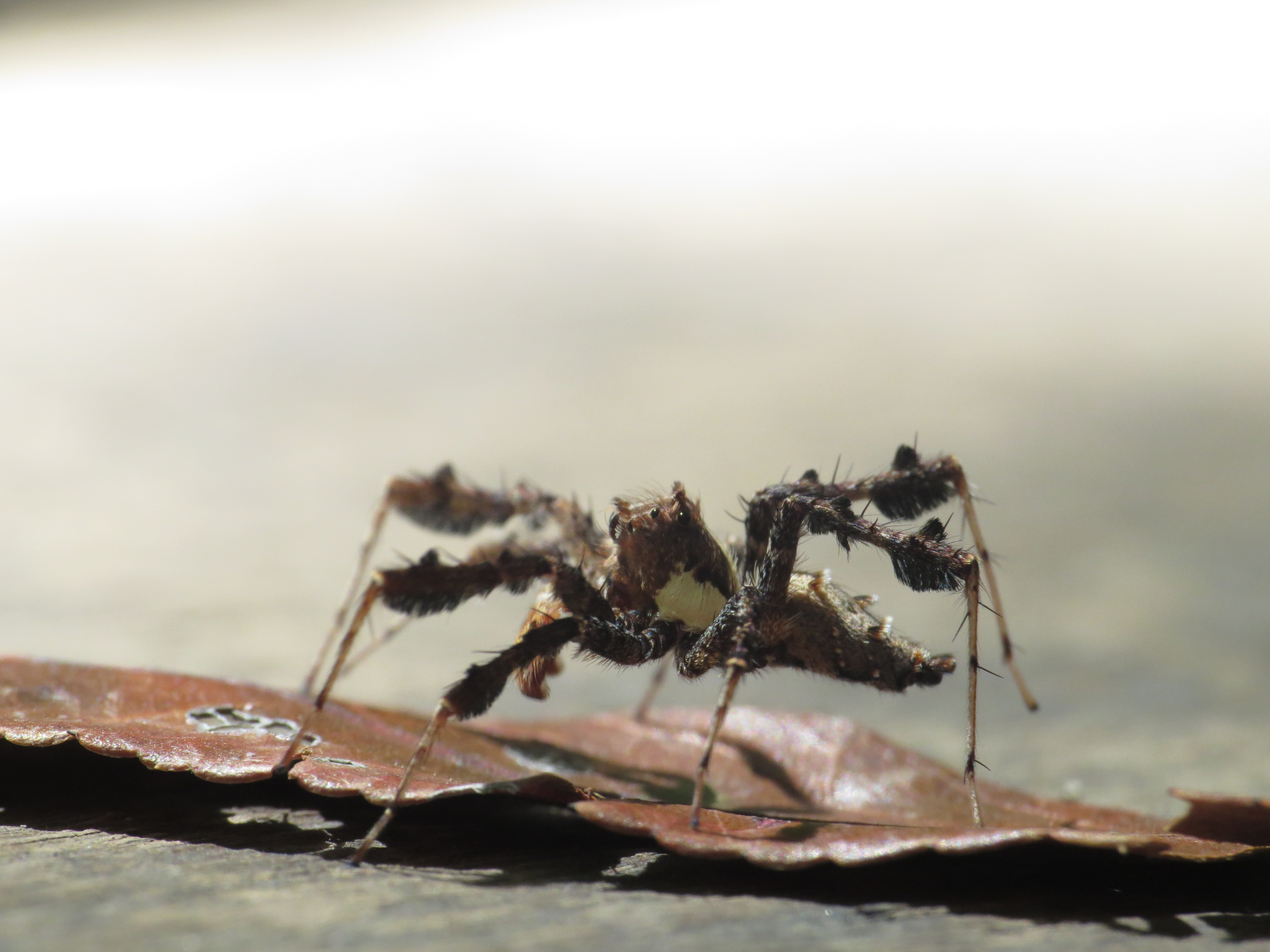
Portia fimbriata fotografada durante o movimento.

Quando não estão caçando uma presa ou um parceiro, as espécies de Portia adotam uma postura especial, chamada de “postura de descanso críptica”, puxando as pernas para perto do corpo e os palpos para trás ao lado das quelíceras (“mandíbulas”), o que obscurece os contornos desses apêndices. Ao caminhar, a maioria das espécies de Portia tem uma marcha lenta e “agitada” que preserva sua ocultação: fazendo pausas frequentes e em intervalos irregulares; balançando as pernas continuamente e os palpos para cima e para baixo; movendo cada apêndice fora do tempo com os outros; e variando continuamente a velocidade e o tempo.
Quando perturbadas, algumas espécies de Portia são conhecidas por saltar para cima cerca de 100 a 150 milímetros, muitas vezes a partir da pose de repouso críptica, e muitas vezes em uma trajetória ampla. Normalmente, a aranha congela ou corre cerca de 100 milímetros e depois congela.

## Reprodução
A Portia apresenta um comportamento e uma estratégia de acasalamento diferentes dos de outras aranhas saltadoras. Na maioria das aranhas saltadoras, os machos montam as fêmeas para acasalar. O macho da Portia exibe suas pernas, estendendo-as rigidamente e sacudindo-as para atrair a fêmea. A fêmea, então, bate na teia. Depois que o macho a monta, a fêmea solta uma linha de arrasto e eles acasalam em pleno ar. O acasalamento com as aranhas Portia pode ocorrer fora ou dentro da teia. A aranha também pratica o canibalismo sexual (antes e depois da cópula). A fêmea geralmente se torce e se lança sobre o macho montado (a P. fimbriata, entretanto, é uma exceção; ela não costuma apresentar esse comportamento). Se o macho for morto antes de completar a cópula, o esperma do macho é removido e ele é comido. Se o macho terminar o acasalamento antes de ser morto, o esperma é mantido para fecundação e o macho é comido. A maioria dos machos é morta durante os encontros sexuais.

## Saúde
As espécies de Portia têm uma vida útil de cerca de 1 ano e meio.
A P. fimbriata pode regenerar um membro perdido cerca de 7 dias após a ecdise.
Os palpos e as pernas da Portia se quebram com muita facilidade, o que pode ser um mecanismo de defesa, e as aranhas são frequentemente vistas com pernas ou palpos ausentes.

## Espécies
Em outubro de 2022, ela continha 21 espécies, encontradas na África, Ásia e Austrália:
- Portia africana [en] (Simon, 1886) - África Ocidental, África Central e Etiópia

- Portia albimana (Simon, 1900) - Índia até o Vietnã

- Portia assamensis (Wanless, 1978) - Índia até a Malásia

- Portia bawang (Xu, Peng & Li, 2021) - China

- Portia crassipalpis (Peckham & Peckham, 1907) - Singapura, Indonésia (Bornéu)

- Portia erlangping (Xu, Peng & Li, 2021) - China

- Portia fajing (Xu, Peng & Li, 2021) - China

- Portia fimbriata [en] (Doleschall, 1859) (espécie-tipo) - Nepal, Índia, Sri Lanka, Taiwan até a Austrália

- Portia heteroidea (Xie & Yin, 1991) - China

- Portia hoggi (Zabka [en], 1985) - Vietnã

- Portia jianfeng (Song & Zhu, 1998) - China

- Portia labiata (Thorell, 1887) - Sri Lanka até a China, Vietnã, Filipinas e Índia

- Portia orientalis (Murphy & Murphy, 1983) - China (Hong Kong)

- Portia quei (Zabka, 1985) - China, Vietnã

- Portia schultzi [en] (Karsch, 1878) - África Central, África Oriental, África Meridional, Mayotte, Madagascar

- Portia songi (Tang & Yang, 1997) - China

- Portia strandi (Caporiacco [en], 1941) - Etiópia

- Portia taiwanica (Zhang & Li, 2005) - Taiwan

- Portia wui (Peng & Li, 2002) - China

- Portia xishan (Xu, Peng & Li, 2021) - China

- Portia zhaoi (Peng, Li & Chen, 2003) - China

## Na literatura popular
As aranhas saltadoras Portia, como a espécie dominante que evolui em um planeta terraformado, aparecem com destaque no romance de ficção científica Children of Time [en], do escritor Adrian Tchaikovsky [en].